# Manolo Paz
Paz  Mouta est un nom espagnol. Le premier nom de famille, en général paternel, est Paz ; le second, en général maternel, souvent omis, est Mouta.
Manolo Paz Mouta, né en 1957 en Galice, est un sculpteur espagnol.
Il est notamment connu pour être l'auteur de la célèbre œuvre Les Menhirs pour la Paix, sculpture monumentale en mémoire des victimes de la guerre d'Espagne, située au Campo da Rata à La Corogne, face à l'océan Atlantique.

## Biographie
Manolo Paz étudie à l'école des Arts de Saint-Jacques de Compostelle. Il est un spécialiste de la pierre et travaille notamment le granit galicien.

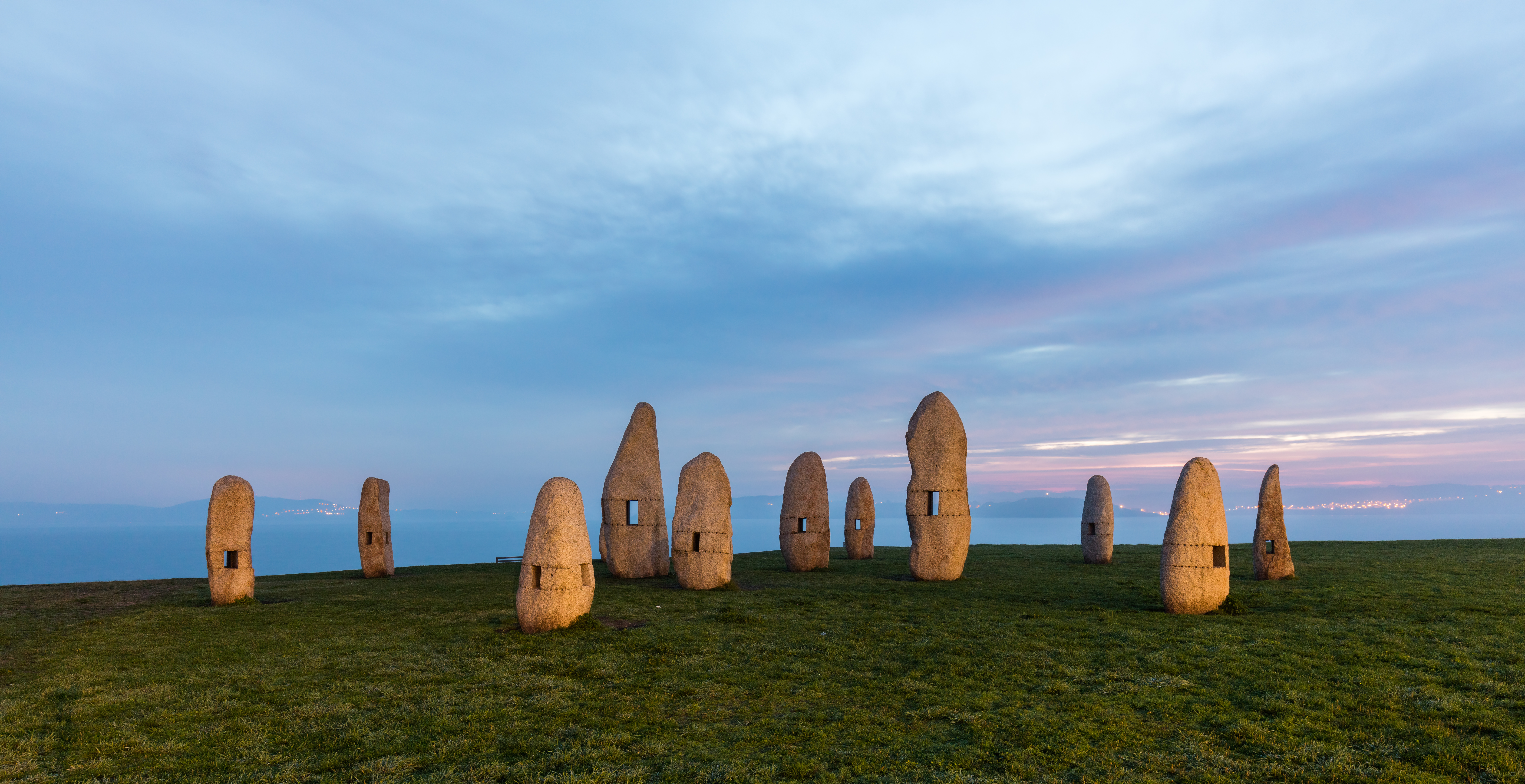
Les Menhirs pour la Paix, Campo da Rata, sur le site de la Tour d'Hercule.

Artiste galicien reconnu, il est membre de l'Académie royale des Beaux-Arts de Galice.